# そして、友だち
『そして、友だち』（そしてともだち）は、2000年1月8日にテレビ朝日系で放送された、テレビ朝日開局40周年2000年山田太一スペシャルドラマである。

## あらすじ
田村優は父・康行を亡くし、母・尚子と二人暮しの高校生。ある日、退学したはずの同級生・西森佳矢が授業中の教室にやってきて、私物をまとめて出ていった。優は別に仲がよかったわけでもない佳矢を追いかけて、彼女にまとわりつくのだが、それにはある理由があった。

## 出演
- 田村優：深田恭子
- 西森佳矢：野波麻帆
- 西森高志：窪塚洋介
- 相原由子：西田ひかる
- 田村尚子：仁科亜季子
- 西森信司：伊武雅刀
- 西森春子：うつみ宮土理
- 田村康行：三浦友和
- 西森敬三：大滝秀治

## スタッフ
- 作：山田太一
- プロデュース：一杉丈夫・三輪祐見子（以上テレビ朝日）・中山和記・柳沢典子（以上共同テレビ）
- 演出：星田良子
- 音楽：溝口肇